# روكي رينولدز
روكي رينولدز (بالإنجليزية: Rocky Reynolds)‏ هو مصارع رياضي أمريكي، ولد في 1988 في تيتوسفيل في الولايات المتحدة.